# Patellapis nefasitica
Patellapis nefasitica är en biart som först beskrevs av Cockerell 1935.  Patellapis nefasitica ingår i släktet Patellapis och familjen vägbin. Inga underarter finns listade i Catalogue of Life.